# Namaland
Namaland – bantustan w Afryce Południowo-Zachodniej, utworzony w 1980 roku dla ludu Nama.
Namaland obejmował powierzchnię 21 677 km² i był zamieszkany przez 35 000 ludzi. Jego stolicą był Keetmanshoop.
Bantustan został zlikwidowany w maju 1989.

## Przywódcy Namalandu
- 1980-1985 – Cornelius Cloete
- 1985-1989 – Daniel Luipert